# Megachile krebsiana
Megachile krebsiana är en biart som beskrevs av Embrik Strand 1911. Megachile krebsiana ingår i släktet tapetserarbin, och familjen buksamlarbin. Inga underarter finns listade i Catalogue of Life.